# جنيد (السفيرة)
جنيد قرية سوريّة تتبع إداريّاً لمحافظة حلب منطقة السفيرة ناحية مركز السفيرة، بلغ تعداد سكانها 1,165 نسمة حسب التعداد السكاني لعام 2004.